# Йоаким (батько Діви Марії)
Йоаким (івр. יהוֹיָקִים — «той кого Єгова встановив», грец. Ἰωακείμ) — святий праведний богоотець Ісуса Христа, чоловік Святої Анни, батько Діви Марії, матері Ісуса Христа, земний дід Ісуса з материнської сторони.

## Життєпис

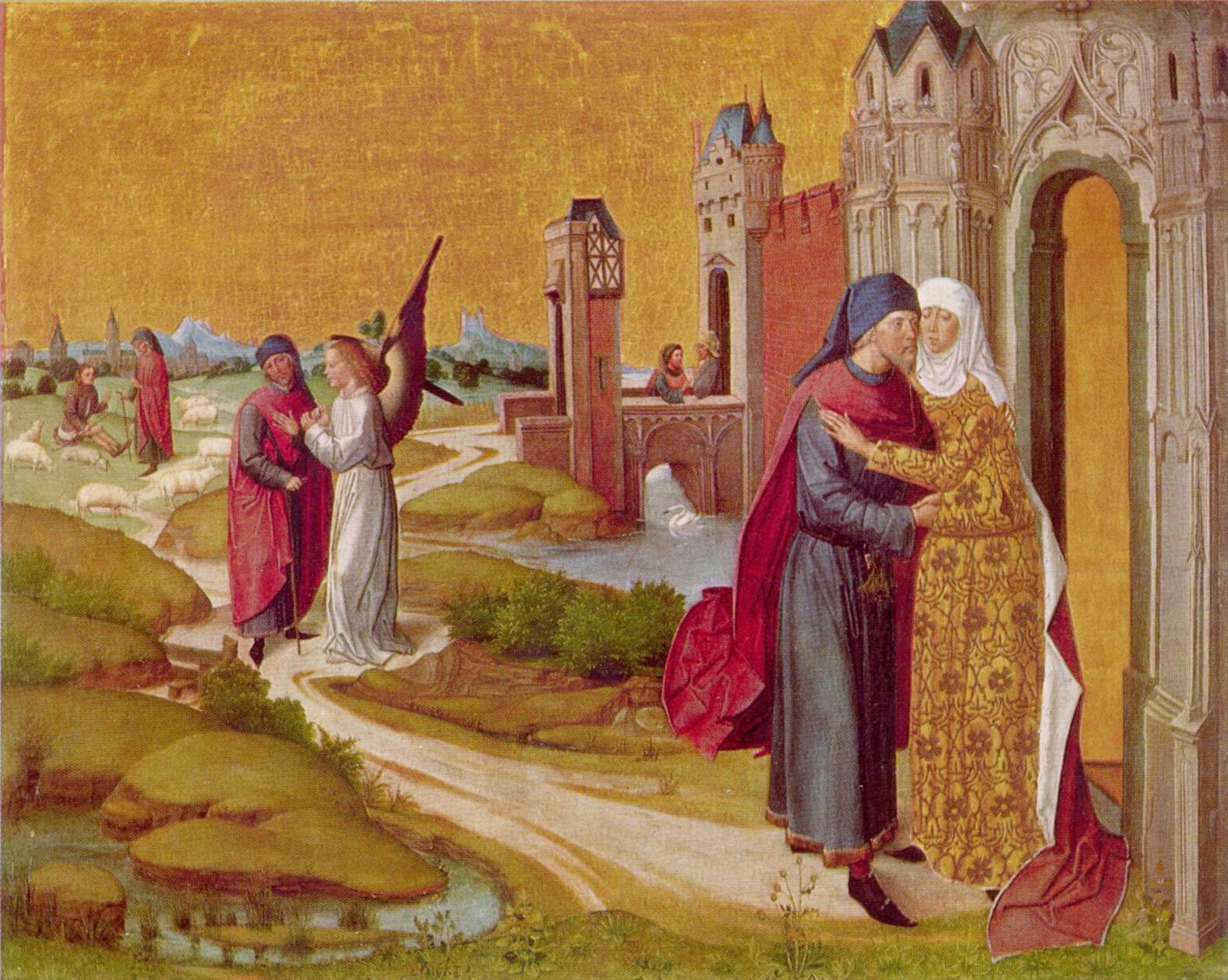
Зустріч Святого Йоакима та Анни біля Золотих воріт в Єрусалимі

Канонічні Євангелія не називають імен батьків Діви Марії. Розповідь про Йоакима та Анну походить із апокрифічної літератури і в основному з Протоєвангелія Якова.
Праотець Йоаким походив з роду Юди і був нащадком царя Давида. Свята Анна, жінка його, була дочкою священника Левієвого племені Матфана з Вифлеєма і матері Марії. Святі Праотці Йоаким і Анна мали власне господарство і прибутки з нього ділили на три частини: одну давали на храм Божий, другу — бідним, а з третьої жили самі. І тут, здається, навіть зайве доводити, що це були люди святого і богобоязливого життя, якщо Господь Бог обрав їх достойними бути прародичами Самого Христа. І жили вони щасливо і в злагоді, та тільки одне їх турбувало та журило, що Бог не благословив їх дітьми, адже в Старому законі бездітність вважалася карою за людські гріхи. І незважаючи на те, що завжди вірно любили і служили Богові, вони в покорі своїй вважали себе недостойними ласки Божої і всю журбу свою вкладали в руки Божі. Ще більше того, вони невтомно молилися і постійно приносили жертву Богові добрими ділами. Одного разу сталося так: коли Йоаким приніс у свято щедрі дари до Єрусалимського храму, тодішній архієрей Іссахар не захотів ці дари прийняти на жертву, як від чоловіка бездітного, а один із священників, Рувим, голосно почав закидати Йоакимові, що це за гріхи карає його бездітністю Господь. З того часу ще більше засумувало серце святого Йоакима і він у розпачі пішов у гори на полонини, де паслися його отари, і там плакав, молився та постив протягом сорока днів, щоб тим самим відвернути від себе караючу «десницю Божу».

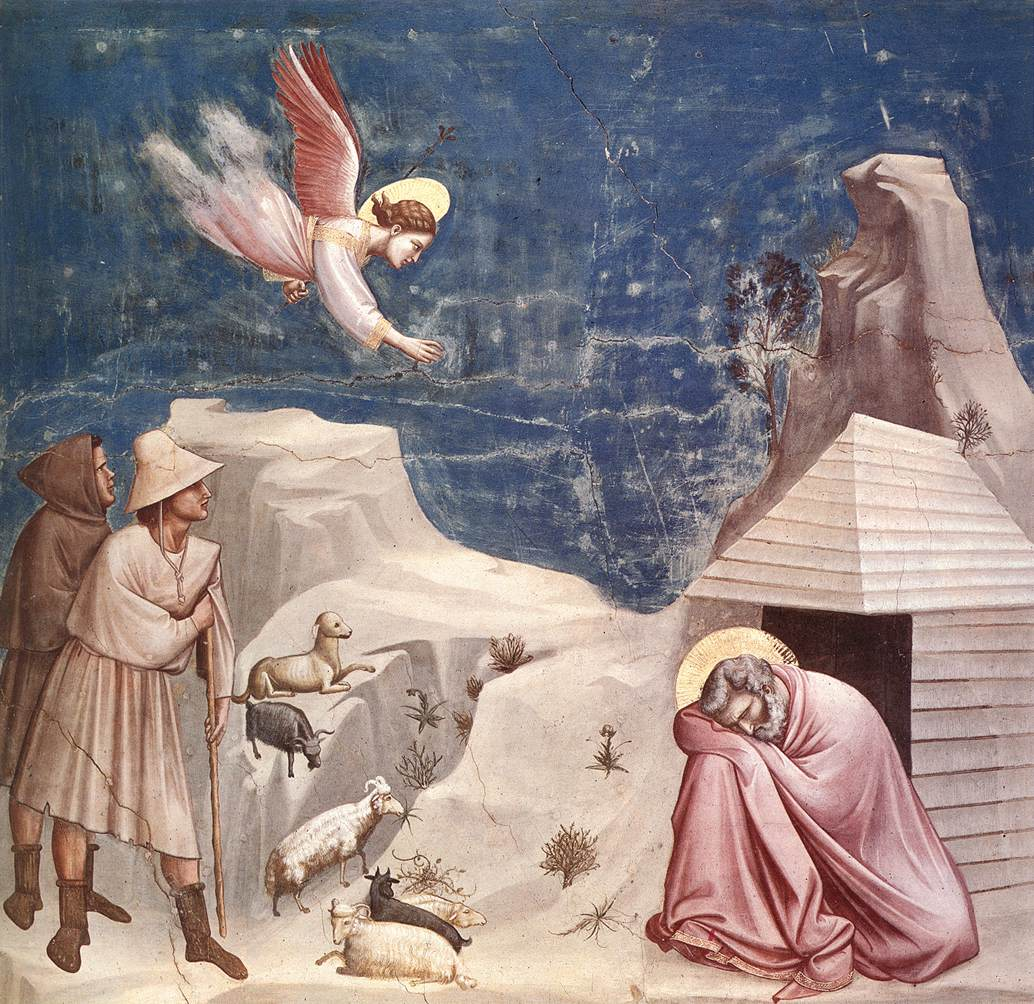
Ангел являється святому Йоакиму із звісткою, що йому на склоні літ буде дарована дитина

І свята Анна в той час теж не переставала невідступно звертатися до Бога попоміч і благословення, коли часто з повними сліз очима роздумувала над своєю недолею, дізнавшись, як привселюдно в храмі осудили їх у гріхах. Якось у саду вона побачила гніздо, в якому були маленькі пташенята. І це так вплинуло на її жіночі почуття, що з серця в той час вилилась гаряча й голосна молитва до Бога: «Кому я подібна — ані птахам небесним, ані звірям земним. Усі вони втішаються виводками своїми. Навіть земля родить хліб для людей. А я одна бездітна на світі. Всі приходять у храм зі своїми дарами, всіх ушановують як батьків їхніх дітей, а я відкинута навіть від храму Бога мого. Господи Боже мій! Ти дав Саррі сина Ісаака в глибокій старості, Ти дав Анні сина —пророка Самуїла, вислухай і моє благання — молитву. Ти знаєш, Господи, як народ безчестить бездітність. Поможи мені стати матір'ю, щоб ми могли дитя наше принести Тобі в жертву і славити Твоє милосердя!» Як оповідає життєпис, коли свята Анна так молилася, раптом став перед нею ясний Ангел Божий і сказав: «Анно, Бог вислухав твою молитву і плач твій, і сльози дійшли до Нього, і ти будеш матір'ю благословенної дочки, через яку зійде благословення і спасення всьому світові. Ім'я їй буде Марія». Свята Анна, втішена такою надзвичайною звісткою, тут же дала обіцянку, що дитину свою посвятить на службу Богові і поспішила до Єрусалима подякувати Господеві в храмі Його. В той же час Ангел Божий явився і святому Йоакиму, що молився і постив на самоті, і теж благовістив йому ту радісну звістку. А на знак правдивості того радісного повідомлення звелів йому йти в Єрусалим, де в храмі, при так званих «Золотих воротах», зустріне жінку свою Анну, що й сталося. Згідно з традицією, Йоаким прожив 80 років. Тіло Йоакима було поховано в Єрусалимі в підземній гробниці над якою пізніше була побудована церква.